# Papier d'Arménie
Pour les articles homonymes, voir Papier (homonymie).

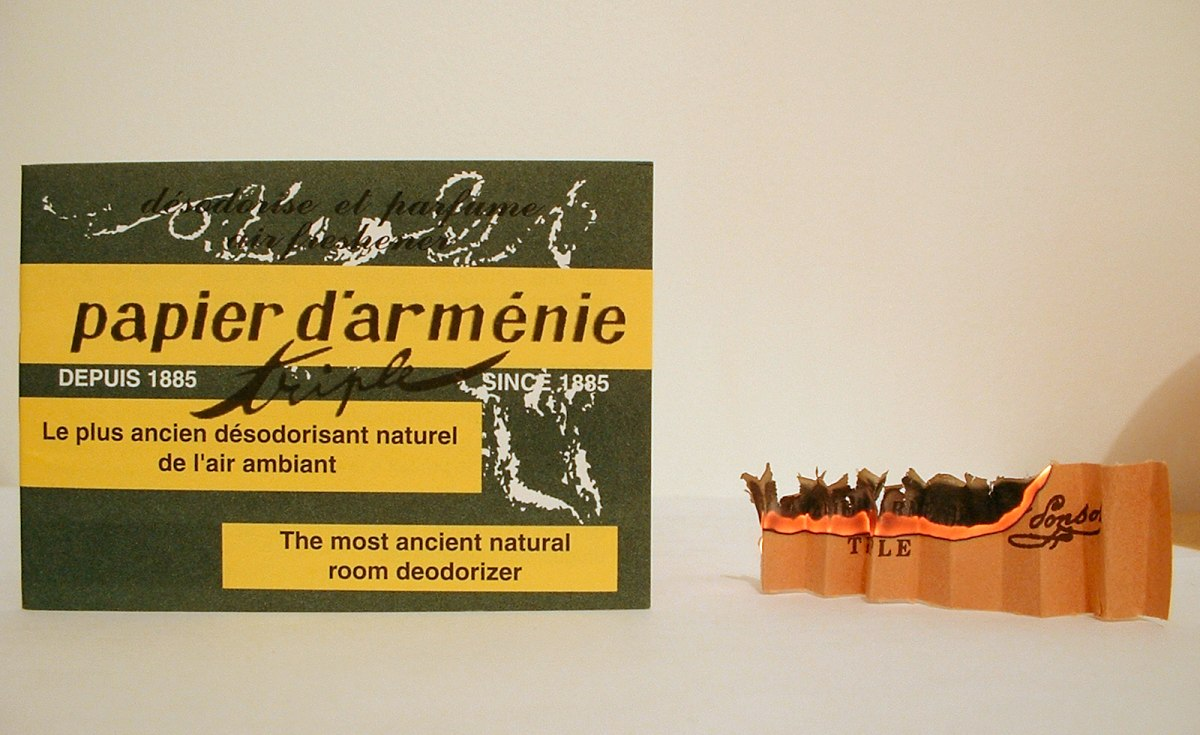
Carnet et lamelle de Papier d’Arménie.

Papier d’Arménie est le nom de marque déposée d'un papier parfumé à la résine de benjoin du Laos (Styrax benzoin). Il est généralement présenté sous la forme d'un carnet composé de trente-six lamelles prédécoupées, soit douze feuilles de trois divisions de papier sur lesquelles sont imprimées la marque, la mention triple et la signature de A. Ponsot.

## Histoire
À la fin du XIXe siècle, Auguste Ponsot, chimiste, découvre lors d'un voyage que les Arméniens font brûler du benjoin, une résine qui vient de Malaisie, pour parfumer et désinfecter leurs maisons. Il va adapter cette pratique en France avec Henri Rivier, pharmacien. D’abord le benjoin est macéré dans de l'éthanol, des feuilles de papier buvard passent dans les bacs d'eau salée (pour retarder la combustion), puis sont séchées avant d'être trempées dans le benjoin et placées en étuve. Le procédé permet au produit final de se consumer sans flamme. 
Le procédé d’Henri Rivier va se révéler lucratif : présenté lors de l’Exposition d’hygiène de 1888 et l’Exposition universelle de 1889, l’entreprise qui le commercialise assure qu’il y rencontre alors un certain succès.
Il est produit à Montrouge, en France, depuis 1885 et est médaillé lors de plusieurs salons internationaux. Sa formule reste inchangée depuis sa création.
Le 30 janvier 2017, une explosion dans l'usine historique de Montrouge fait deux blessés graves. La production de papier d'Arménie a repris dans cette même usine en juin 2018.

## Utilisation
Le Papier d’Arménie s’utilise en brûlant une lamelle détachable, préalablement pliée en accordéon, et déposée sur un support résistant à la chaleur. Le papier ne doit pas s’enflammer, mais rester incandescent. La lamelle consumée lentement dégage une odeur de benjoin et de vanille caractéristique. Cette odeur avait la réputation de purifier et d'assainir l'air, réputation fondée en partie sur le fait qu’un morceau de viande conservé sous une cloche où l’on avait fait brûler du Papier d’Arménie n’avait pas pourri au bout d’une semaine, alors qu'un autre placé sous une cloche normale était en décomposition.
Aujourd’hui, ce produit est présenté comme un parfum d’intérieur ou parfum d’ambiance (« désodorisant naturel »), sans gaz propulseur. C’est également un antimites, et son parfum est assez fort pour couvrir les odeurs de cuisine (notamment de friture), de fumée de cigarette, ou d’animaux.

## Toxicité
Moins toxique que les encens, son utilisation reste nocive pour la santé s'il est utilisé à trop hautes doses ou sans aération, en raison de la combustion incomplète du papier. Des résidus (formaldéhyde et benzène) et du monoxyde de carbone s'en dégagent. Il peut donner la migraine aux personnes sensibles et il est fortement déconseillé aux asthmatiques, aux allergiques ou aux personnes souffrant de troubles respiratoires.[réf. nécessaire]
En 2004, en septembre 2008, et en octobre 2015, le magazine Que choisir publie des études portant sur les désodorisants d’intérieurs. Ces études détectent des présences quantifiées de benzène et de formaldéhyde,. Dans l'étude de 2008, sur 72 produits testés, le Papier d'Arménie avait néanmoins les taux les plus faibles.
L'étude de 2015 par Que Choisir, comparant cinq encens et le Papier d'Arménie, les classe de médiocre à mauvais . Le dernier émet un puissant irritant (l'acroléine) en quantité non négligeable et de nombreuses particules fines, amenant à déconseiller son utilisation.

## Dans la culture populaire
- Serge Gainsbourg cite le Papier d'Arménie dans sa chanson Les P'tits Papiers, popularisée par la chanteuse Régine :

« Laissez brûler les p'tits papiers
Papier de riz 
Ou d'Arménie […] »

- Gringe mentionne le Papier d’Arménie dans le titre Enfant lune issu de son album de même titre :

« Des proches partis dans l'après-vie à l'âge béni

Les cérémonies, le papier d'Arménie

Quand se mélangent rires et tragédies

J'ai cessé d'me demander pourquoi […] »

- En 1978, Isabelle Mayereau remporte le premier prix du festival international de la chanson française de Spa avec le titre Tu m'écris qui figure sur l’album Souffle en l'air.

« Tu m'écris sur papier d'Arménie […] »